# Ignaz von Seyfried

Ignaz von Seyfried, litografi av Josef Kriehuber 1829.

Ignaz Xaver von Seyfried, född den 15 augusti 1776 i Wien, död där den 26 augusti 1841, var en österrikisk komponist.
Seyfried studerade musikens teknik under berömda lärare i sin hemstad (Mozart, Albrechtsberger med flera) och blev kapellmästare vid Schikaneders teater. Hans utomordentligt talrika kompositioner för teater, kyrka och konsertsal var utan större betydelse, men Seyfried blev vida bekant genom sina utgåvor av Beethovens Studien, som tillika innehåller olika bidrag till Beethovens karakteristik.